# St Ewe
St Ewe – wieś w Anglii, w Kornwalii. Leży 53 km na wschód od miasta Penzance i 358 km na zachód od Londynu.